# 1991 PF18
1991 PF18 är en asteroid i huvudbältet som upptäcktes den 8 augusti 1991 av den amerikanske astronomen Henry E. Holt vid Palomarobservatoriet.
Asteroiden har en diameter på ungefär 5 kilometer.